# William Borland
William Borland (East Calder, 8 november 1996) is een Schotse darter die uitkomt voor de PDC. Hij behaalde zijn tourkaart voor 2020/2021 door als achtste te eindigen op de UK Q-School Order of Merit.

## Carrière
Borland haalde tijdens het PDC-jeugdwereldkampioenschap 2019 de kwartfinale. Hij verloor daarin met 3–6 van Keane Barry. William plaatste zich als de nummer 119 op de PDC Order of Merit voor de UK Open in 2020. Hij verloor bij de laatste 64 van Jelle Klaassen (5–10). Tijdens het WK 2022 maakte Borland op 17 december 2021 zijn WK-debuut en trof Engelsman Bradley Brooks als tegenstander in de eerste ronde. Met een gelijke stand van 2–2 in sets en 2–2 in legs moest de beslissende leg worden gespeeld. In de beslissende leg gooide Borland een 9-darter en won zodoende de wedstrijd. Dit was de eerste keer dat er een 9-darter werd gegooid in de beslissende leg van een WK-wedstrijd.
Op de Q-School in januari 2024 bemachtigde de darter opnieuw een tourkaart en daarmee voor minimaal twee jaar toegang tot het professionele circuit.
In januari 2025 speelde de Schot op de World Masters, waarop hij in de voorronde Dirk van Duijvenbode, Alan Soutar en Mickey Mansell passeerde. Stephen Bunting schakelde hem daarna uit.

## Resultaten op Wereldkampioenschappen

### PDC
- 2022: Laatste 64 (verloren van Ryan Searle met 0-3)

### PDC World Youth Championship
- 2018: Groepsfase (gewonnen van Justin Smith met 5-4, verloren van George Gardner met 1-5)
- 2019: Kwartfinale (verloren van Keane Barry met 3-6)
- 2020: Laatste 16 (verloren van Bradley Brooks met 4-6)